# La Gaceta de Levante (Castellón)
La Gaceta de Levante fue un periódico español editado en la ciudad de Castellón de la Plana en 1918, que tuvo corta duración.

## Historia
Fue fundado el 1 de febrero de 1918 como el órgano de la unión de las derechas de Castellón. Constaba de 8 páginas. Según el diario madrileño El Debate, el periódico fue muy bien recibido por el público.
Dirigido por los tradicionalistas Jaime Chicharro y Manuel Mingarro, en el artículo de fondo de su primer número, inspirado en buena medida en el pensamiento de Vázquez de Mella, afirmaba querer purificar el ambiente social de la vida pública española, singularmente en la provincia de Castellón, en representación de todos los elementos que aceptaban el dogma católico. Decía asimismo querer la defensa del Clero y sus intereses y que el Estado respetase a la Iglesia, reconociéndole su personalidad, con independencia económica y abolición del patronato real. En el orden político aspiraba, dentro de la monarquía, a un regionalismo, basado en la autonomía municipal, manteniendo la unidad nacional española, con un gobierno que entendiese en la fijación de las fuerzas de mar y tierra y relaciones internacionales, estableciendo leyes de carácter general armonizadas con las legislaciones forales, y la desaparición del sufragio universal, sustituido por el voto acumulado a la representación proporcional. En el orden social propugnaba la sindicación católica para defensa del obrero frente al sindicalismo socialista anárquico, y el servicio militar voluntario, con instrucción obligatoria para el Ejército nacional. En el orden económico tendía al fomento de la riqueza nacional, evitando la emigración, y afirmaban que en el orden internacional mantendrían la neutralidad, velando por la dignidad nacional, la posesión de Gibraltar, federación con Portugal y confederación con la América española.
Poco después de su aparición, fueron el periódico sería adquirido por los mauristas para hacer propaganda de la candidatura ciervo-datista del barón de Cárcer y oponerse a la de Jaime Chicharro. Los jaimistas Chicharro y Mingarro se vieron obligados a abandonar la dirección del diario. También fue apartado de la redacción el expresidente en la fundación de las juventudes mauristas Miguel Llansola, por enfrentarse a los deseos del propio Antonio Maura, así como el vicesecretario Juan Avinent y el vocal Ramón Almazán. Asumiría la dirección del periódico Francisco Segarra, que había sido vicepresidente de las juventudes mauristas.
En 1924 se fundaría en Alcoy un periódico con el mismo nombre.